# Donaciella nagaokana
Donaciella nagaokana es una especie de insecto coleóptero de la familia Chrysomelidae. Fue descrita por Hayashi en 1998.